# Rue Reimbeau
 (novembre 2016).
La rue Reimbeau est une voie de la commune de Reims, située au sein du département de la Marne, en région Grand Est.

## Situation et accès
Elle relie les rues Salengro et Neufchâtel.

## Origine du nom
Elle porte ce nom en hommage à Auguste Reimbeau, architecte et dessinateur rémois.

## Historique
Ancienne « rue Boucher-de-Sorbon » elle prend sa dénomination actuelle en 1887.